# Anikita Repnin
Książę Anikita Iwanowicz Repnin (ur. 1668, zm. lipiec 1726 w Rydze) – wódz z czasów III wojny północnej, gubernator Inflant.

## Życiorys
Pochodzący z potężnej rodziny Repninów Anikita był jednym ze współpracowników Piotra Wielkiego, co było głównym czynnikiem wspomagającym jego karierę. Podczas buntu Zofii w 1689 roku ochraniał Piotra znajdującego się w monasterze troickim, następnie wziął udział w wyprawie na Azow, podczas której został awansowany do stopnia generała. Brał udział we wszystkich kluczowych wydarzeniach Wielkiej Wojny Północnej. Gdy Karol XII pobił go pod Hołowczynem, został zdegradowany i pozbawiony tytułów. Za dzielność okazaną w bitwie pod Leśną przywrócono mu zarówno rangę jak i tytuły. W bitwie pod Połtawą dowodził w centrum szyków armii rosyjskiej. Z Ukrainy przerzucony został nad Bałtyk, gdzie w 1710 roku kierował oblężeniem Rygi, a po jej zdobyciu został gubernatorem Inflant. W 1724 roku zastąpił tymczasowo znajdującego się w niełasce Mienszykowa na stanowisku ministra wojny. Caryca Katarzyna I uczyniła go feldmarszałkiem.

## Odznaczenia
- Order św. Andrzeja Apostoła Pierwszego Powołania (1709)
- Order Orła Białego
- Order Słonia (1719)
- Order św. Aleksandra Newskiego (1725)[1]